# Алексеевская женская гимназия
Алексеевская женская гимназия — женская гимназия, существовавшая в Таганроге с 1911 по 1917 год.

## История гимназии
История Алексеевской женской гимназии ведёт своё начало с сентября 1905 года, когда в городскую Думу поступила записка П. П. Филёвского, в которой он обосновал крайнюю необходимость учреждения в Таганроге ещё одной женской гимназии, второй. К началу XX века Мариинская гимназия оказалась переполнена, в классах обучалось до 50 учениц. Городская Дума поддержала обращение Филёвского и в 1906 году приняла решение об открытии в Таганроге второй женской гимназии.
Открыта Вторая женская гимназия была только в ноябре 1911 года, когда в неё начали набирать учениц. Гимназия более трёх лет размещалась в арендуемом частном доме.
В начале 1914 года городские власти выделили под строительство здания гимназии участок на ул. Чехова, на территории бывшей крепости. 10 июля 1914 года по старому стилю состоялся молебен по случаю закладки здания. При строительстве здания пришлось срыть высокий земляной вал, оставшийся от бывших крепостных укреплений. При производстве земляных работ строителями были обнаружены остатки старинных пороховых погребов. Всего через год здесь уже стоял огромный двухэтажный дом из красного кирпича с шестью массивными колоннами у главного входа, к которому вели широкие ступени. Автор проекта — архитектор А. М. Гинзбург.
В связи с Первой мировой войной в Таганрог была эвакуирована из Прибалтики Митавская женская гимназия. В эту же гимназию поместили и девочек из Австрийской Галиции, родители которых погибли во время войны. Для них устроили общежитие на Старом базаре. Её соединили с переведённой в новое здание Второй женской гимназией под общим названием «Алексеевская» в честь наследника, цесаревича Алексея.
Алексеевская женская гимназия просуществовала в здании недолго. Сначала здание передали под военный госпиталь, в годы гражданской войны его занимал один из отделов штаба Добровольческой армии А. И. Деникина. В советское время в здании располагались поочерёдно школа, детский дом, сельхозучилище, Сельскохозяйственный техникум (ТСХТП), Таганрогский институт механизации и электрификации сельского хозяйства (ТИМСХ).
С 1928 по 1933 год в здании Алексеевской гимназии размещался естественно-исторический отдел Таганрогского краеведческого музея. В актовом зале в это время находился знаменитый монумент Петра I работы Марка Антокольского.
В настоящий момент в здании расположен Корпус «А» Инженерно-технологической академии Южного федерального университета (бывший радиоинститут).